# Negova
Negova, starodavno naselje, katerega prva omemba sega že v leto 1106, leži na obrobju Slovenskih goric. Je sedež istoimenske krajevne skupnosti, ki spada v občino Gornja Radgona. Krajevna skupnost Negova obsega 8 vasi, ki ležijo v treh različnih geografsko-reliefnih enotah.  Je naselje z gručastim jedrom na terasi zahodno od osrednjega dela Ščavniške doline na nadmorski višini 285 metrov.

## Zgodovina kraja in znamenitosti
Na starih kulturnih tleh se je že zelo zgodaj razvilo naselje, ki se prvič pisno omenja 1106 kot Negoinzelo, poldrugo stoletje kasneje 1265, pa se kraj opisuje kot Negowe. To je bila najbrž slovenska naselbina, ki je dobila ime po Negoju, večkrat omenjenem v srednjeveških pisnih virih.
Okolje ima bogato kulturno in naravno dediščino. Poseljeno je bilo že v pradavnih časih, kar potrjujejo arheološka najdišča iz prazgodovinske, ilirske, keltske in rimske dobe, to so kamnite sekire, bronaste sekire, znamenite halštatske čelade z venetskimi napisi(znane kot Negovske čelade), rimske gomile, rimski novci in podobno. Kulturno zgodovinski spomeniki so grad, cerkev, kužna znamenja in številna sakralna znamenja-križi in kapele, posejane po gričih. Nedvomno je najpomembnejši kulturni spomenik grad. Obsežen grajski kompleks velja za odličen primer razvoja novomeške grajske arhitekture, navezane na srednjeveško stavbno izročilo.

### Župna Marijina cerkev
Na ozemlju med Dravo in Muro je nastalo pet pražupnij, Jerenina, Radgona, Ptuj, Maribor in Velika Nedelja. V pražupnijo Radgone je spadalo tudi območje Negove. 
Prvotno cerkvico Device Marije v Negovi je leta 1556 dala postaviti grofica Katarina Trauttmannsdorf. Ker je bila prvotna cerkvica premajhna, jo je tedanji prvi župnik Andrej Adam Nudl povečal. Tako je bila postavljena sedanja cerkev, ki je bila postavljena leta 1710, to nam nakazuje kronogram na oboku MDCLLVV. Glavni oltar je posvečen Mariji Devici. Farno žegnanje je 8. septembra na praznik Marjinega rojstva.

### Grad Negova
Grad se prvič omenja leta 1425, ko je bil v lasti plemičev Windenskih. Po letu 1431 so se vrstili različni lastniki in osvajalci. Leta 1542 do leta 1945 je pripadal plemiški družini Trautmannsdorf, ki je skozi čas z obnavljanjem dala pečat današnji podobi. Malo znano je, da je bila graščina Negova v 17. stoletju najmočnejša posest med Muro in Pesnico.V lasti je imela približno 540 hektarjev različnih zemljišč, skrbno obdelanih in vzdrževanih. Na gradu je delovalo najstarejše sodišče v okolišu (gorska pravda).

### Razvoj šolstva
Pomben del kulturne zgodovine predstavlja nastanek in razvoj šolstva. V Negovi se je šola začela zgodaj. Učili so ludimagistri in učitelji. V času Marije Terezije je zaživela ideja splošne osnovne šole. Šola je bila ustanovljena leta 1783. Nato zaradi povečanja števila otrok staro šolo porušijo in leta 1860 zgrajena »današnja« šola, leta 1908 nova, stara šola, ki so jo v novi Jugoslaviji prezidali in ji dozidali telovadnico. Šolstvo v Negovi so skozi čas oblikovale tri šolske zakonodaje: avstrijska, starojugoslovanska in novojugoslovanska. Sedaj se osnovna šola v Negovi imenuje po akademiku Antonu Trstenjaku.

## Naravnogeografske značilnosti
Slovenske Gorice v geološkem pogledu spadajo k Panonskem bazenu. Zgrajene so iz sedimentnih kamnin neogenske starosti, ki so se nalagale na metamorfno podlago. So slabo sprijete ter manj odporne proti delovanju zunanjih sil. Zato so na tem področju značilni usadi, ki ustvarijo strma področja in obtežujejo kmetijsko obdelavo tal ter ponekod tudi gradnjo hiš. Kamnine, ki prevladujejo so peski, gline, laporji ter nekaj apnencev. Slovenske Gorice so največje sklenjeno gričevje v Sloveniji. Sestavljajo jih slemena in griči, med rekami in potoki sta najširši  reka Ščavnica in Pesnica. Najvišji vrhovi v osrednjem delu segajo tja do 300 metrov. Na območju Negove se nadmorska višina dviga približno od 216 metrov, ob reki Ščavnici pa do 317 metrov na Negovskem Vrhu.
Jugovzhodno od Negove se na 172 hektarjih razprostira Negovsko jezero. Jezero je nastalo z združitvijo treh grajskih ribnikov. Leta 1967 je bilo jezero proglašeno za varovan krajinski park, kjer imata domovanje redki vodni orešek in pisani lokvanj.

### Podnebje
Podnebje je panonsko celinsko. Srednja temperatura je med 8,7 °C in 9,9 °C . Najtoplejši mesec je junij, takrat se mesečne temperature gibljejo med 18 °C in 20 °C . Najnižje temperature povprečno zabeležimo v mesecu januarja, ko se spustijo tja med -2 °C do 0 °C. Ponoči se kopiči hladen zrak, predvsem zaradi učinka majhnega strmca in zaprtosti v dolinah. Učinek sončnega obsevanja je v teh predelih pogosto manjši zaradi megle. Tako imajo območja v dolinah v povprečju nižje temperature kot sosednja območja in vrhovi. Zelo pogost je temperaturni obrat, posebej spomladi, ki povzroča pozebe, predvsem na dnu dolin in kotanj. Nad dnom dolin pa je oblikovan poseben termalni pas, na katerem so pozebe redkejše. Zato so prisojna pobočja zasajena z vinsko trto in sadnimi drevesi. 
V povprečju pade letno med 900 in 1000 milimetrov padavin. Vendar se ta razpon lahko med posameznimi leti zelo poveča.

## Prebivalstvo
Po popisu prebivalstva leta 2002 je v osmih vaseh, kolikor jih spada v sklop Krajevne skupnosti Negova, živelo 1134 prebivalcev. Največ prebivalcev ima vas Negova, in sicer 329 oziroma 29% vseh prebivalcev Krajevne skupnosti. 
Prvi demografski šok je bilo zaznati ob popisu leta 1931, takrat se je število prebivalcev zmanjšalo za 7,6%. Vzroke je treba iskati predvsem v dogajanju prve svetovne vojne, ki je vplivala na zvečano smrtnost in zmanjšano rodnost. Po prvi svetovni vojni so nastopila slaba gospodarska leta, predvsem  se je slabšal socialni položaj ljudi na agrarnih področjih, kakršno je takrat območje Negove vsekakor bilo. Kmetje so odhajali s trebuhom za kruhom iskat boljše zaposlitve v bližnja mesta in tujino. Ob naslednjem popisu prebivalstva, čez tri leta pa beležimo porast prebivalcev. Kasneje med leti 1948 pa do 2002 beležimo nenehen upad prebivalcev. Takšna demografska slika je bila predvsem odraz stanja po drugi svetovni vojni. 
Izobrazbena struktura je tesno povezana s stopnjo gospodarske razvitosti. Nanjo vpliva predvsem šolski sistem ter vlaganja v šolstvo in znanost.

## Gospodarstvo
Na območju Krajevne skupnosti Negova ni večjih zaposlitvenih možnosti, saj na tem območju ni večjih proizvodnih obratov. Zaradi tega so kar tri četrtine prebivalstva zaposlene zunaj kraja bivanja in se dnevno vozijo v bližnje zaposlitvene centre (Gornja Radgona, Lenart, Murska Sobota, Maribor…). Največji zaposlitveni obrat je v Lokavcih, podjetje Lončarič- Montaža d.o.o., ki zaposluje 27 ljudi.  
V KS Negova je bilo leta 2002 aktivnih 48% prebivalstva. Zelo visok delež prebivalstva je upokojenega, in sicer 18,7%. Medtem, ko je delež otrok, učencev, dijakov in študentov, 26,5%. Razmerje med aktivnim in neaktivnim prebivalstvom je bilo leta 2002 popolnoma identično državnemu razmerju.

## Turistične znamenitosti
Turizem sodi med strateške razvojne prioritete občine Gornja Radgone. Čeprav obstaja v pokrajini ob Muri že kar nekaj uveljavljenih turističnih destinacij, pa ima regija velike priložnosti v razvoju za dodatne turistične ponudbe tudi na podeželju. Ena izmed izjemnih priložnosti za razvoj turizma na podeželju predstavlja prav območje Negove, kjer sta mirna in ohranjena narava ter bogata kulturna dediščina. Vse te dejavnosti oblikujejo zanimivo turistično ponudbo. 
Grajski kompleks Negova predstavlja pomemben del naravne in kulturne dediščine kraja in širšega zaledja Negove. Zapisi gradu Negova so danes eden izmed najbolj atraktivnih gradov v Sloveniji. 
Območje Negove pa ponuja tudi priložnosti za naraven turistični razvoj. Eden izmed najmočnejših adutov v tem območju so vsekakor slatinski vrelci. Malo je dežel in območji, ki bi se lahko pohvalile s tolikšnim številom vrelcev kot jih premore območje Negove. Tako nas Negovska pot med vrelci popelje skozi bogastvo naravnega izročila.

## Delovanje društev skozi zgodovino
Društva v Negovi so nastajala iz potreb posameznikov ali skupine somišljenikov. Najstarejše društvo v Negovi je bilo Kulturno-posvetno društvo. Ponašali so se z delovanjem pihalne godbe, mešanega pevskega zbora, tamburaško sekcijo in skupino. Nato je vojna kulturno delovanje začasno prekinila. Kasneje zaradi obilice problemov po vojni društvo ni več zaživelo.
Prostovoljno gasilsko društvo je bilo ustanovljeno leta 1946. Društvo je v začetku gnala želja pomagati ljudem v stiski. Bili so brez ustrezne opreme in prostora. Nato so se jim želje uslišale in zgradili so prvi gasilski dom v Negovi, leta 1952. Na požare so se odpravljali s konjsko vprego, nato pa so leta 1962 kupili gasilski avto.
Delovalo je tudi Lovsko društvo, ki je nastalo v lovski sezoni 1949/1950 z združitvijo Lovske družine Negova in Spodnji Ivanjci. Leta 1960 so lovci zgradili prvi Lovski dom, ki je bil kasneje leta 1988 dograjen.  Lovišče zajema 2.200 hektarjev lovske površine. Danes je v lovišču največ srnjadi, spremenjen način kmetovanja pa je povzročil velik upad male divjadi.

Za razvoj turizma ima Negova odlične danosti. Kulturna in naravna dediščina je že zelo zgodaj narekovala ustanovitev Turističnega društva Negova, kasneje imenovanega Turistično društvo Negova- Spodnji Ivanjci. Danes je turistično društvo zelo aktivno. Prisotna je velika skrb za urejenost okolja, še bolj pa želja pripeljati turiste in jim pokazati Negovo.
Na področju Negove pa delujeta tudi Čebelarsko društvo ter Upokojensko društvo.

## Znani Negovčani
- Ivan Kramberger, izumitelj, dobrotnik in politik
- Ivan Kramberger, ml., prostovoljec, inženir in gasilec
- Matej Slekovec, duhovnik in zgodovinar
- Anton Trstenjak, teolog, filozof, psiholog, antropolog, akademik

## Izvor krajevnega imena
Najstarejši zapis kaže na izvorno ime kraja Negojine selo, kar vsebuje svojilni pridevnik hipokoristika Negojinъ. Mlajši zapisi  in ime kraja v današnji obliki kažejo na Negova (vas), kar vsebuje svojilni pridevnik hipokristika Nego, ki je izpeljan iz osebnega imena Negónje V starih listinah se kraj omenja leta 1106  Negoinezelo, 1265 Negowe ter leta 1361 Negaw. 